# Північна армія (Німецька імперія)
Північна армія (нім. Nordarmee / Armeeoberkommando Nord) — армія Імперської армії Німеччини, що нетривалий термін існувала на початку Першої світової війни.

## Історія
Північна армія була сформована напередодні Першої світової війни на основі IX-го резервного корпусу на чолі з генералом від інфантерії Максом фон Боеном. Основним завданням армії була оборона морського узбережжя Північного моря на випадок висадки британського морського десанту. Наприкінці серпня 1914 року армія розформована, її основні компоненти передані до складу інших об'єднань кайзерівської армії.

## Командування

### Командувачі
- генерал від інфантерії Макс фон Боен (нім. Max von Boehn) (2 — 23 серпня 1914).